# Pseudogarypus hypogeus
Pseudogarypus hypogeus es una especie de arácnido del orden Pseudoscorpionida de la familia Pseudogarypidae.

## Distribución geográfica
Se encuentra en Arizona (Estados Unidos).